# Olympische Sommerspiele 2008/Schwimmen – 1500 m Freistil (Männer)
Der Wettbewerb über 1500 Meter Freistil der Männer bei den Olympischen Spielen 2008 in Peking wurde am 15. und 17. August 2008 im Nationalen Schwimmzentrum Peking ausgetragen. 37 Athleten nahmen daran teil.
Es fanden fünf Vorläufe statt. Die acht schnellsten Schwimmer aller Vorläufe qualifizierten sich für das Finale, das am übernächsten Tag ausgetragen wurde.

## Rekorde
Vor Beginn der Olympischen Spiele waren folgende Rekorde gültig.
| Weltrekord         | Grant Hackett ( Australien) | 14:34,56 min | Fukuoka, Japan      | 29. Juli 2001   |
| Olympischer Rekord | Grant Hackett ( Australien) | 14:43,40 min | Athen, Griechenland | 21. August 2004 |

Während der Olympischen Spiele wurde folgender Rekord gebrochen:
| Olympischer Rekord | Grant Hackett | 14:38,92 min | Peking, Volksrepublik China | 15. August 2008 |

## Titelträger
| Olympiasieger | Grant Hackett ( Australien)  | 14:43,40 min | Athen 2004     |
| Weltmeister   | Mateusz Sawrymowicz ( Polen) | 14:45,94 min | Melbourne 2007 |
| Europameister | Juri Prilukow ( Russland)    | 14:50,40 min | Eindhoven 2008 |

## Vorlauf

### Vorlauf 1
| Platz | Name                | Nation      | Zeit         | Anmerkung |
| ----- | ------------------- | ----------- | ------------ | --------- |
| 1     | Florian Janistyn    | Österreich  | 15:12,46 min | NR        |
| 2     | Petar Stojtschew    | Bulgarien   | 15:28,84 min |           |
| 3     | Ryan Arabejo        | Philippinen | 15:42,77 min |           |
| 4     | Juan Martín Pereyra | Argentinien | 15:49,57 min |           |
| 5     | Ediz Yıldırımer     | Türkei      | 16:28,79 min |           |

### Vorlauf 2
| Platz | Name               | Nation      | Zeit         | Anmerkung |
| ----- | ------------------ | ----------- | ------------ | --------- |
| 1     | Nicolas Rostoucher | Frankreich  | 15:00,58 min |           |
| 2     | Mads Glæsner       | Dänemark    | 15:03,33 min |           |
| 3     | Tom Vangeneugden   | Belgien     | 15:11,04 min | NR        |
| 4     | Maciej Hreniak     | Polen       | 15:16,16 min |           |
| 5     | Dragoș Coman       | Rumänien    | 15:24,05 min |           |
| 6     | Fernando Costa     | Portugal    | 15:26,21 min |           |
| 7     | Ricardo Monasterio | Venezuela   | 15:45,98 min |           |
|       | Christian Kubusch  | Deutschland | DNS          |           |

### Vorlauf 3
| Platz | Name                 | Nation         | Zeit         | Anmerkung |
| ----- | -------------------- | -------------- | ------------ | --------- |
| 1     | Ryan Cochrane        | Kanada         | 14:40,84 min | AM        |
| 2     | Juri Prilukow        | Russland       | 14:41,13 min | ER        |
| 3     | David Davies         | Großbritannien | 14:46,11 min |           |
| 4     | Park Tae-hwan        | Südkorea       | 15:05,55 min |           |
| 5     | Takeshi Matsuda      | Japan          | 15:09,17 min |           |
| 6     | Serhij Fessenko      | Ukraine        | 15:13,03 min |           |
| 7     | Richard Charlesworth | Großbritannien | 15:17,27 min |           |
| 8     | Sébastien Rouault    | Frankreich     | 15:21,14 min |           |

### Vorlauf 4
| Platz | Name                 | Nation     | Zeit         | Anmerkung |
| ----- | -------------------- | ---------- | ------------ | --------- |
| 1     | Oussama Mellouli     | Tunesien   | 14:47,76 min |           |
| 2     | Sun Yang             | China      | 14:48,39 min |           |
| 3     | Mateusz Sawrymowicz  | Polen      | 14:50,30 min |           |
| 4     | Federico Colbertaldo | Italien    | 14:51,44 min |           |
| 5     | Craig Stevens        | Australien | 15:04,82 min |           |
| 6     | Samuel Pizzetti      | Italien    | 15:07,02 min |           |
| 7     | Marcos Rivera        | Spanien    | 15:18,98 min |           |
|       | Luka Turk            | Slowenien  | DNS          |           |

### Vorlauf 5
| Platz | Name              | Nation             | Zeit         | Anmerkung |
| ----- | ----------------- | ------------------ | ------------ | --------- |
| 1     | Grant Hackett     | Australien         | 14:38,92 min | OR        |
| 2     | Zhang Lin         | China              | 14:45,84 min | AS        |
| 3     | Larsen Jensen     | Vereinigte Staaten | 14:49,53 min |           |
| 4     | Peter Vanderkaay  | Vereinigte Staaten | 14:52,11 min |           |
| 5     | Spyros Gianniotis | Griechenland       | 14:53,32 min | NR        |
| 6     | Gergő Kis         | Ungarn             | 15:09,67 min |           |
| 7     | Troyden Prinsloo  | Südafrika          | 15:12,64 min |           |
| 8     | Nikita Lobinzew   | Russland           | 15:35,47 min |           |

## Finale
| Platz | Name             | Nation             | Zeit         | Anmerkung |
| ----- | ---------------- | ------------------ | ------------ | --------- |
| 1     | Oussama Mellouli | Tunesien           | 14:40,84 min | AF        |
| 2     | Grant Hackett    | Australien         | 14:41,53 min |           |
| 3     | Ryan Cochrane    | Kanada             | 14:42,69 min |           |
| 4     | Juri Prilukow    | Russland           | 14:43,21 min |           |
| 5     | Larsen Jensen    | Vereinigte Staaten | 14:48,16 min |           |
| 6     | David Davies     | Großbritannien     | 14:52,11 min |           |
| 7     | Zhang Lin        | China              | 14:55,20 min |           |
| 8     | Sun Yang         | China              | 15:05,12 min |           |